# Campeonato Mundial de Piragüismo en Eslalon de 1967
El X Campeonato Mundial de Piragüismo en Eslalon se celebró en Lipno nad Vltavou (Checoslovaquia) entre el 8 y el 9 de julio de 1967 bajo la organización de la Federación Internacional de Piragüismo (ICF) y la Federación Checoslovaca de Piragüismo.
Las competiciones se realizaron en el canal de piragüismo en eslalon acondicionado en el río Moldava, al este de la ciudad checoslovaca.

## Medallistas

### Masculino
| Evento         | Oro | Plata | Bronce |
| -------------- | --- | --- | --- |
| K1 individual  | Jürgen Bremer RDA 272,56 s                                                                             | David Mitchell Reino Unido 284,90 s                                                                                  | Hans Hunziker · Suiza · 285,05 s                                                                                      |
| C1 individual  | Wolfgang Peters RFA 318,05                                                                             | Harald Cuypers RFA 340,57                                                                                            | Karel Kumpfmüller Checoslovaquia 341,92                                                                               |
| C2 individual  | Miroslav Stach Zdeněk Valenta Checoslovaquia 279,99                                                    | Milan Horyna Václav Janoušek Checoslovaquia 293,26                                                                   | Ladislav Měšťan Zdeněk Měšťan Checoslovaquia 300,40                                                                   |
| K1 por equipos | Jürgen Bremer Christian Döring Volkmar Fleischer RDA 392,02                                            | Eugen Weimann Günther Beck Peter Trojovsky RFA 432,12                                                                | Claude Lutz Jean-Louis Olry Claude Peschier Francia 467,54                                                            |
| C1 por equipos | Karel Kumpfmüller Bohuslav Pospíchal Petr Sodomka Checoslovaquia 519,07                                | Jürgen Köhler Jochen Förster Manfred Schubert RDA 566,00                                                             | Harald Cuypers Wolfgang Peters Otto Stumpf RFA 678,85                                                                 |
| C2 por equipos | RDA Ulrich Hippauf / Willi Landers Siegfried Lück / Jürgen Noak Günther Merkel / Manfred Merkel 416,68 | Checoslovaquia Milan Horyna / Václav Janoušek Ladislav Měšťan / Zdeněk Měšťan Miroslav Stach / Zdeněk Valenta 420,15 | RFA Gere Glück / Klaus Nenninger Manfred Heß / Wolfgang Wenzel Karl-Heinz Scheffer / Heinz-Jürgen Steinschulte 525,57 |

### Femenino
| Evento         | Oro                                                  | Plata                                                                  | Bronce                                                 |
| -------------- | ---------------------------------------------------- | ---------------------------------------------------------------------- | ------------------------------------------------------ |
| K1 individual  | Ludmila Polesná Checoslovaquia 326,68 s              | Lia Merkel RDA 347,03 s                                                | Bärbel Richter RDA 360,47 s                            |
| K1 por equipos | Bärbel Richter Dagmar Sickert Helga Luber RDA 870,90 | Jana Zvěřinová Bohumila Kapplová Ludmila Polesná Checoslovaquia 876,64 | Bärbel Körner Heide Schröter Kirsten Stumpf RFA 938,35 |

### Mixto
| Evento        | Oro                                                    | Plata                                | Bronce                           |
| ------------- | ------------------------------------------------------ | ------------------------------------ | -------------------------------- |
| C2 individual | Jaroslava Krčálová Milan Svoboda Checoslovaquia 367,65 | Erika Uhlig Horst Wängler RDA 391,26 | Edith Grabo Uwe Franz RDA 395,06 |

## Medallero
| Núm. | País           | Oro | Plata | Bronce | Total |
| ---- | -------------- | --- | ----- | ------ | ----- |
| 1    | Checoslovaquia | 4   | 3     | 2      | 9     |
| 1    | RDA            | 4   | 3     | 2      | 9     |
| 3    | RFA            | 1   | 2     | 3      | 6     |
| 4    | Reino Unido    | 0   | 1     | 0      | 1     |
| 5    | Francia        | 0   | 0     | 1      | 1     |
| 5    | Suiza          | 0   | 0     | 1      | 1     |
|      | TOTAL          | 9   | 9     | 9      | 27    |